# Pybba
 (octobre 2024).
Si vous disposez d'ouvrages ou d'articles de référence ou si vous connaissez des sites web de qualité traitant du thème abordé ici, merci de compléter l'article en donnant les références utiles à sa vérifiabilité et en les liant à la section « Notes et références ».
Pybba est un roi de Mercie de la fin du VIe siècle. Il est le fils de Creoda et le père de Penda et Eowa.

## Biographie
Des dates sont avancées dans certains écrits généalogiques donnant sa date de naissance en 570, son début de règne en 593, et une mort entre 606 et 615 mais il n'existe aucune preuve. Les différentes versions de la Chronique anglo-saxonne le mentionnent comme père de Penda uniquement.
Il est dit que Pybba eut douze fils : Cearl est mentionné et aurait pu être son successeur, les liens entre Pybba et Cearl n'étant pas clairement définis. Son fils Penda aurait été roi de Mercie en 626, bien que Bède le Vénérable suggère que ce ne put être avant la bataille de Hatfield Chase en 633.
En plus de Penda et Eowa, dont les chroniques indiquent qu'ils étaient les deux fils les mieux connus de Pybba, il aurait eu un fils nommé Cenwalh.
Tous les rois de Penda jusqu'à Ceolwulf Ier seront dits descendre de Pybba, que ce soit par Penda, Eowa ou Coenwalh, excluant peut-être Beornred qui régna brièvement mais dont les liens ne sont pas connus.

## Sources
- (en) Cet article est partiellement ou en totalité issu de l’article de Wikipédia en anglais intitulé « Pybba of Mercia » (voir la liste des auteurs).